# Neotrobadorismo
Il neotrabadorismo è un'avanguardia poetica sorta intorno al 1930 a causa della diffusione in Galizia della lirica medievale galiziano-portoghese, tramite l'edizione commentata di J. Joaquin Nunes (1928), rendendo possibile così l'emergere di un nuovo discorso poetico.
In questa nuova avanguardia si ricreano temi amorosi simili alle cantigas de amigo e de amor, con richiami formali (quali parallelismo, ritornello, leixaprén, ...), e ambientali (paesaggi primaverili, fonti, mare, fiumi, ...). Soprattutto grande influenza avrà la cantiga de amigo.

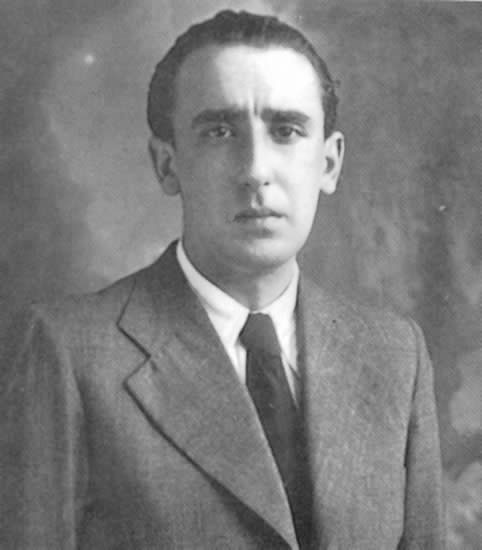
Álvaro Cunqueiro, poeta neotrobadorico.

Tra gli autori del neotrobadorismo emergono alcuni significativi come:
- Fermín Bouza Brey: Nao senlleira (1933) e Seitura (1955)
- Álvaro Cunqueiro: Cantiga nova que se chama ribeira (1933) e Dona do corpo delgado (1950).
- Johán Vicente Viqueira: Poemeto da Vid, 1919 (inedito fino al 1930), che riprende elementi specifici del cancioneiro de amigo.
- Xosé María Álvarez Blázquez:  Poemas de ti e de min.[2]

Anche se alcuni studiosi della storia della letteratura galiziana situano il neotrobadorismo tra i movimenti d'avanguardia, solo in senso lato è possibile mantenere questa posizione, considerando i testi che si possono includere in questa tendenza. Perciò, i primi testi neo-trovadorici appaiono come un semplice desiderio di ricreare la lirica medievale galiziano-portoghese - se non altro alcuni dei suoi elementi - o come un omaggio a questo passato eccezionale nella storia culturale della Galizia.
Fu nel contesto delle avanguardie storiche che qualche autore infatti, come Álvaro Cunqueiro, incorporerà elementi del lirismo medievale con l'intenzione di sviluppare testi avanguardisti. In questo senso, il neotrobadorismo di Cunqueiro va nella stessa direzione e prospettiva del neo-popolarismo presente nelle pagine, per esempio, degli autori ispanici della Generazione del '27, che lottano per creare un linguaggio nuovo, utilizzando risorse popolari e pensando addirittura che la tradizione medievale aiutasse questa ricerca e che le cantigas de amigo rappresentassero una "popolarizzazione" del mondo trovadorico.
Tuttavia, una simile proiezione non quadra né con le intenzioni né con i versi di Fermín Bouza-Brey, molto più vincolato a una concezione formale, accademica della poesia e, senza dubbio, ben lungi da qualsiasi fisima avanguardista. E certamente, non viene nemmeno a quadrare con le prospettive né con i risultati del neotrobadorismo del dopoguerra - allorché appaiono più testi inquadrabili nell'ambito di questa estetica -, tornato a una "forma immobile". In sintesi, osserviamo una rappresentazione di una tendenza - la quale incontra anche equivalenti nello spazio dell'architettura. Pertanto, potremmo dire che il neotrobadorismo è una tendenza poetica non strettamente avanguardista.
Questo movimento neotrobadorico continuerà nel dopoguerra fino ai nostri giorni, entrando a far parte della "tradizione immobile", vale a dire, di una "estetica regionale tollerabile".